# Czekając na cud
Czekając na cud (ang. Noel) – amerykańsko-kanadyjski film obyczajowy z 2004 w reżyserii Chazza Palminteri.

## Fabuła
Opowieść o grupie nowojorczyków, których życie zmienia się za sprawą świąt Bożego Narodzenia. Rozwódka Rose (Susan Sarandon) podczas wizyty w szpitalu u umierającej matki poznaje Charliego (Robin Williams), który dodaje jej sił. Nina (Penélope Cruz) porzuca chorobliwie zazdrosnego narzeczonego.

## Obsada
- Susan Sarandon jako Rose Harrison
- Penélope Cruz jako Nina Vasquez
- Paul Walker jako Michael (Mike) Riley
- Alan Arkin jako Artie Venizelos
- Marcus Thomas jako Jules
- Chazz Palminteri jako Arizona
- Robin Williams jako Charles (Charlie) Boyd
- Sonny Marinelli jako Dennis
- Daniel Sunjata jako Marco
- Rob Daly jako Paul
- John Doman jako dr Baron
- Billy Porter jako Randy
- Carmen Ejogo jako dr Batiste
- Donna Hanover jako Debbie Carmichael
- Merwin Mondesir jako Glenn